# Kultura w Gdańsku
Gdańsk jest jednym z największych ośrodków kulturalnych w północnej Polsce. Działa tu kilka teatrów, opera, filharmonia, siedem kin i szereg innych instytucji kultury. Gdańsk bezskutecznie ubiegał się o uzyskanie tytułu Europejskiej Stolicy Kultury w 2016 roku.

## Festiwale i imprezy cykliczne
- teatralne: Festiwal Wybrzeże Sztuki, Gdański Festiwal Tańca, Festiwal Szekspirowski, Ogólnopolski Festiwal Sztuk Autorskich i Adaptacji – Windowisko, Festiwal Monodramu Monoblok, Spotkania Trójmiejskich Teatrów Niezależnych (organizowane przez Windę Gdańskiego Archipelagu Kultury);
- muzyki poważnej: Gdański Festiwal Muzyczny, Muzyczne Lato (w tym między innymi: Międzynarodowy Festiwal Muzyki Organowej w Oliwie, Międzynarodowy Festiwal Muzyki Organowej Chóralnej i Kameralnej), Gdański Festiwal Carillonowy, Mozartiana, Solidarity of Arts, Międzynarodowy Bałtycki Konkurs Pianistyczny, Gdańska Jesień Pianistyczna, Festiwal Gdańscy Pianiści Miastu, Gdańskie Dni Wokalistyki Musica Vocale, Wrzeszczańskie Dni Muzyki Organowej;
  - muzyki dawnej: Muzyka w Zabytkach Starego Gdańska (cykl koncertów w ramach Muzycznego Lata), Festiwal Goldbergowski, Festiwal Actus Humanus, cykl Cappella Angelica – Muzyka Aniołów Mariackich, Festiwal EUROPA+/-1700;
  - muzyki współczesnej: Dni Muzyki Nowej, Festiwal NeoArte – Spektrum Muzyki Nowej;
- muzyki jazzowej: Gdańskie Noce Jazsowe, Festiwal Jazz Jantar;
- muzyki świata i muzyki folkowej: Siesta Festival, Festiwal Kultur Świata – Okno Na Świat;
- muzyki alternatywnej i niezależnej: Soundrive Fest (impreza międzynarodowa, jedyny tego typu festiwal na Pomorzu), Space Fest;
- piosenki poetyckiej i poezji śpiewanej: Łagodne Spotkania Muzyczne;
- sztuk wizualnych: Festiwal Malarstwa Monumentalnego Monumental Art (zob. też mural), Międzynarodowy Festiwal Sztuki Wizualnej Alternativa, Festiwal Narracje – Instalacje i Interwencje w Przestrzeni Publicznej;
- literackie i sztuk pokrewnych: Krakowski Salon Poezji w Gdańsku (cyklicznie kilka razy w roku), Europejski Poeta Wolności, Bałtyckie Spotkania Ilustratorów, Blog Forum Gdańsk (konkurs i konferencja dla blogerów);

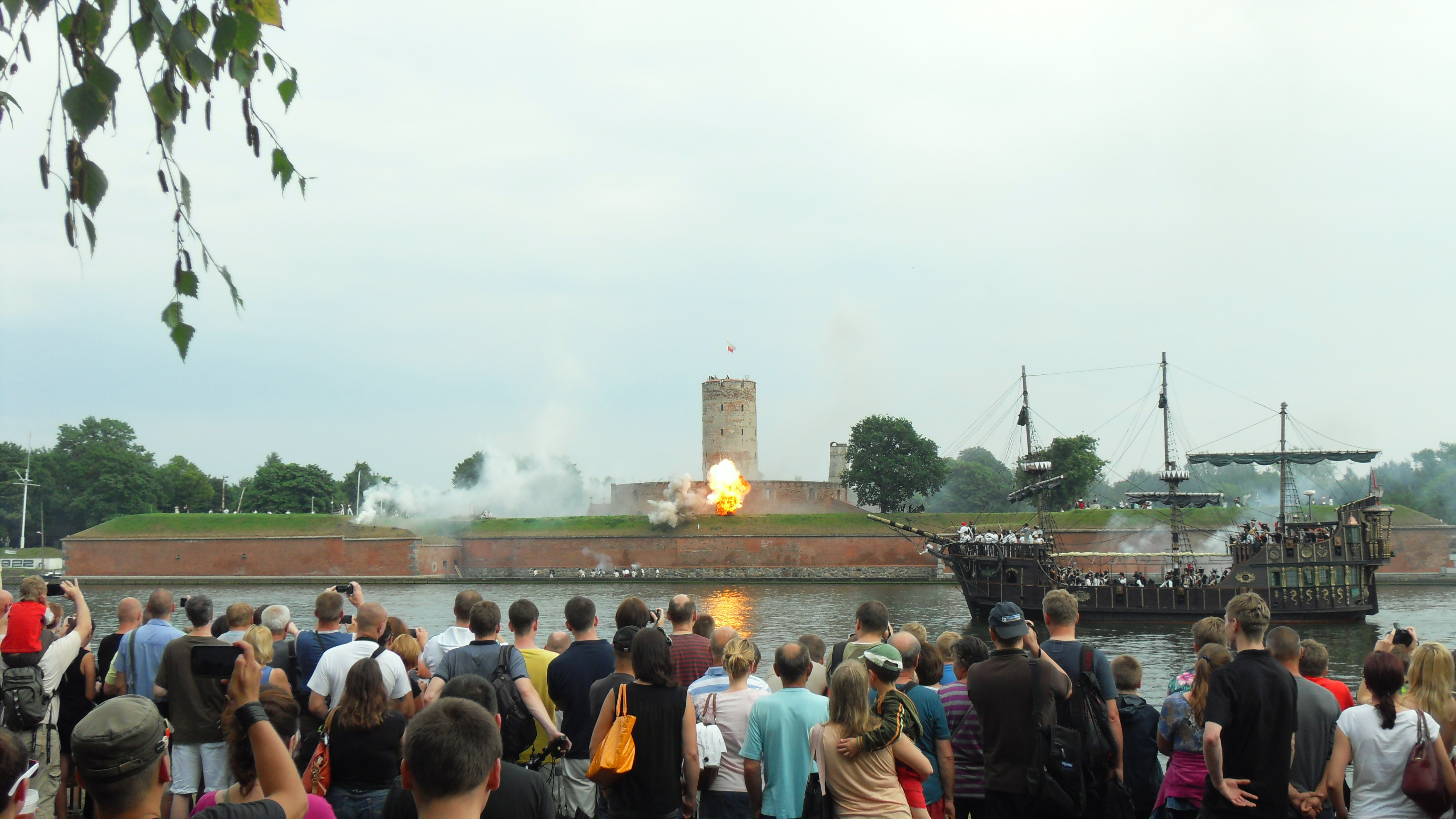
Inscenizacja bitwy morskiej

- inne dziedziny sztuki lub interdyscyplinarne: All About Freedom Festival (skupia się na przestrzeniach wolności w sztuce), Międzynarodowy Festiwal Grassomania (inspirowany twórczością Güntera Grassa), Metropolia jest Okey (kilkudniowa impreza prezentująca artystów trójmiejskich – muzyka popularna i alternatywna, literatura popularna oraz teatr tańca), Festiwal Akcept;
- filmowe: Festiwal Filmów i Form Jednominutowych – The One Minutes; EuroShorts – Europejski Festiwal Fabuły, Dokumentu i Reklamy;
- imprezy masowe i plenerowe: Streetwaves (dwa dni eventów artystycznych realizowanych w przestrzeni miejskiej), Jarmark św. Dominika, Festiwal Teatrów Ulicznych Feta, Międzynarodowy Festiwal Gdańsk Dźwiga Muzę (muzyka popularna i warsztaty tańca), Wehikuł Czasu na Twierdzy Wisłoujście (rekonstrukcje historyczne);
- popularnonaukowe: Święto Gdańskiej Nauki – urodziny Jana Heweliusza, Bałtycki Festiwal Nauki, Europejska Noc Naukowców, Festiwal Temperatury im. Daniela Gabriela Fahrenheita;
- wybranych kultur i mniejszości: Bałtyckie Dni Kultury Żydowskiej, Festiwal Kultury Żydowskiej Zbliżenia, Dni Kultury Prawosławnej, Festiwal Wilno w Gdańsku, Dzień Jedności Kaszubów, Biografie Gdańskie – Dni Mniejszości Narodowych;
- muzealne: Noc Muzeów.

## Muzea
Dla turystów ważna jest możliwość zwiedzania muzeów, które dokumentują burzliwą przeszłość miasta.
- Muzeum Gdańska
  - Ratusz Głównego Miasta
  - Dwór Artusa
  - Dom Uphagena
  - Wartownia nr 1 na Westerplatte

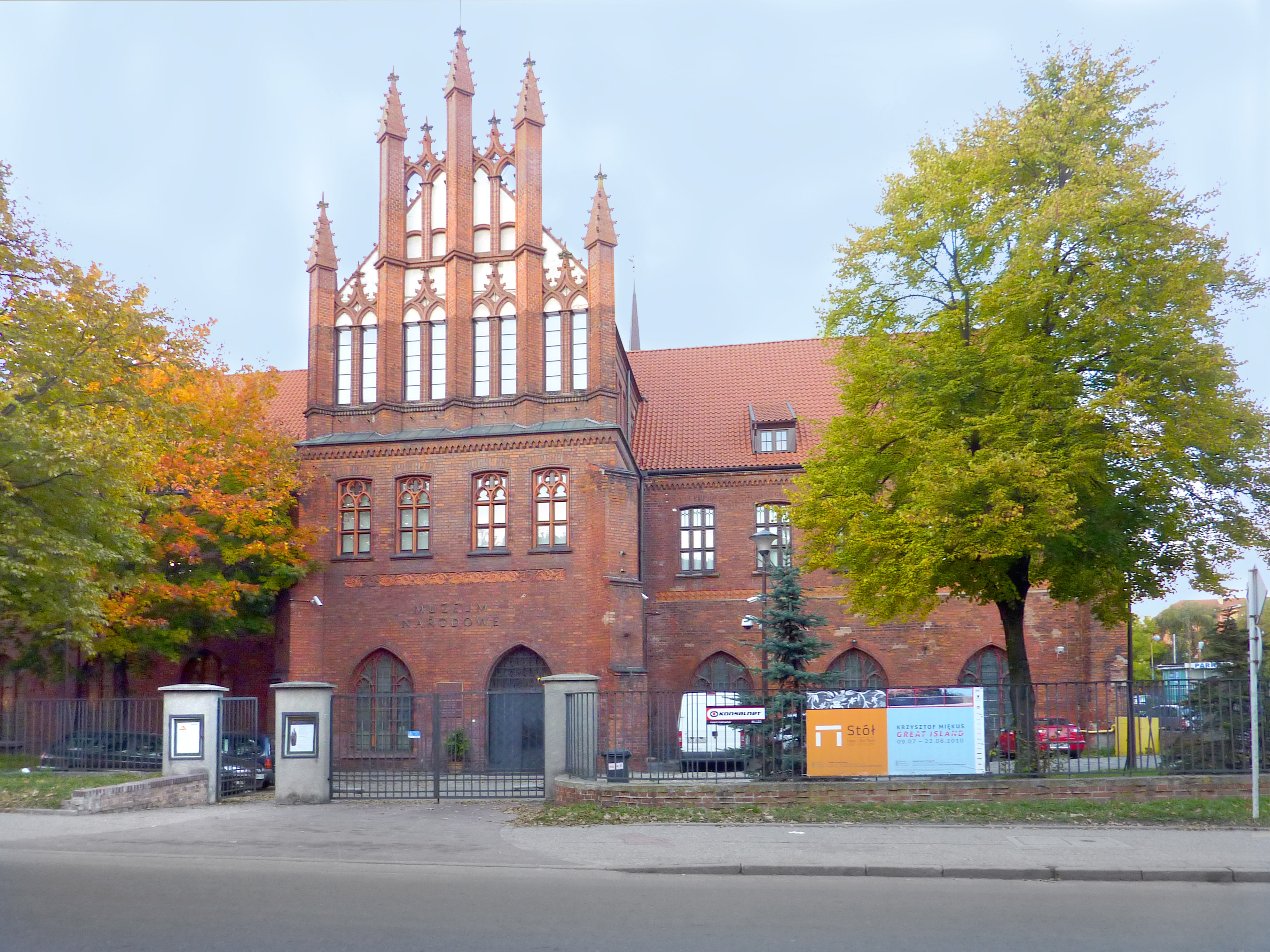
Muzeum Narodowe w Gdańsku

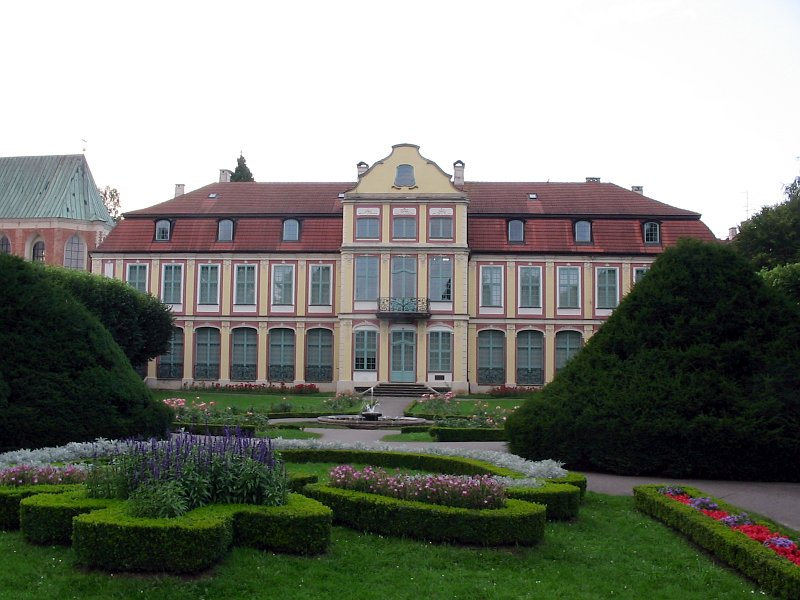
Muzeum Narodowe – Oddział Sztuki Współczesnej – Pałac Opatów

  - Muzeum Zegarów Wieżowych – kościół św. Katarzyny ul. Wielkie Młyny
  - Muzeum Poczty Polskiej w Gdańsku
  - Muzeum Bursztynu
  - Twierdza Wisłoujście
- Muzeum Narodowe w Gdańsku
  - Oddział Sztuki Dawnej
  - Oddział Zielona Brama
  - Oddział Sztuki Współczesnej – Pałac Opatów
  - Oddział Etnografii – Spichlerz Opacki
  - Gdańska Galeria Fotografii
- Narodowe Muzeum Morskie w Gdańsku
  - Spichlerz na Ołowiance
  - Żuraw
  - SS Sołdek
- Muzeum Archeologiczne w Gdańsku
- Wystawa Drogi do Wolności
- Latarnia Morska Gdańsk Nowy Port
- Izba Pamięci Wincentego Pola w Gdańsku Sobieszewie
- Kuźnia Wodna w Oliwie
- Twierdza Gdańsk
- Muzeum Pedagogiczne
- Muzeum Diecezjalne
- Muzeum Stoczni Gdańskiej ul. Doki 1

## Kina
- multipleksy
  - Multikino (10 sal)
  - Kinoplex (8 sal)
  - Cinema City Krewetka (8 sal)
  - Cinema 3D
- kina kameralne
  - Kino Helikon
  - Kino Kameralne
  - Kino Neptun
  - Kino Żak

## Teatry[1]

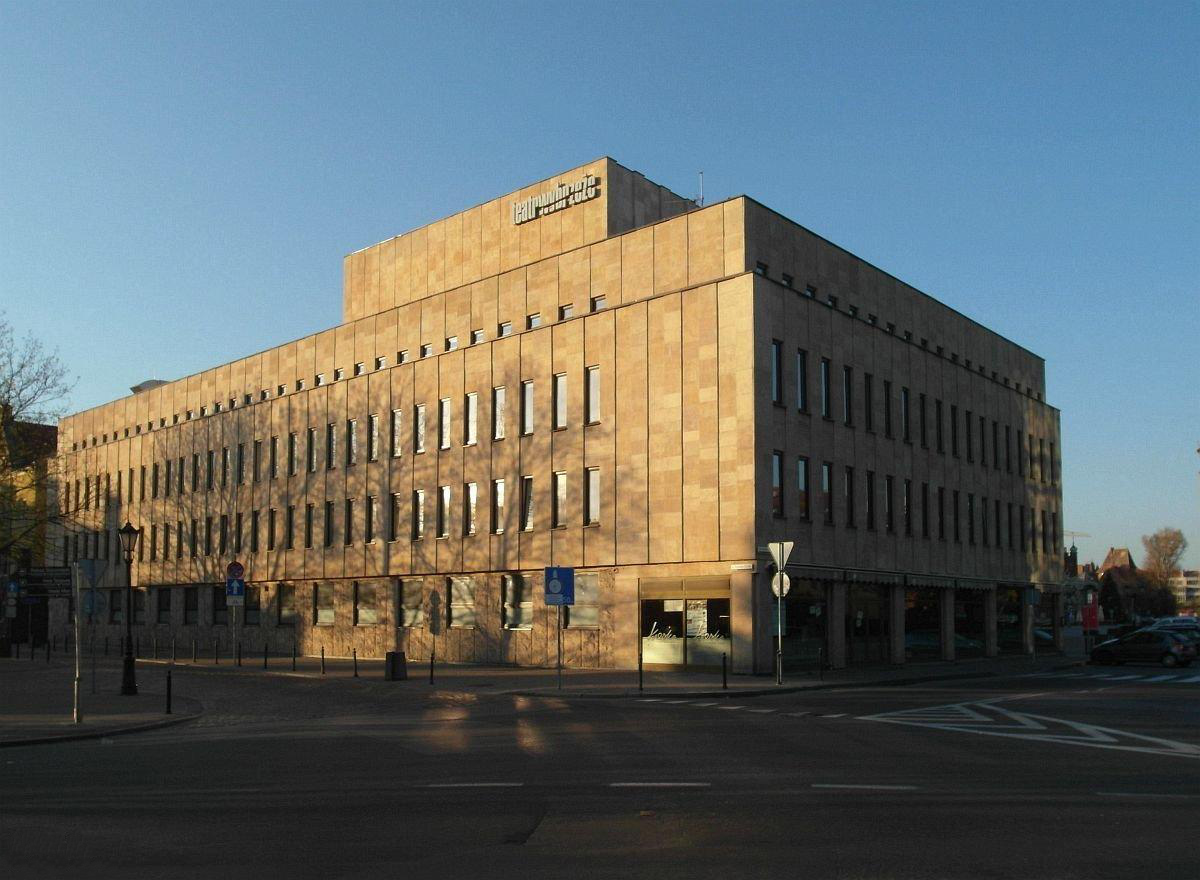
Teatr Wybrzeże

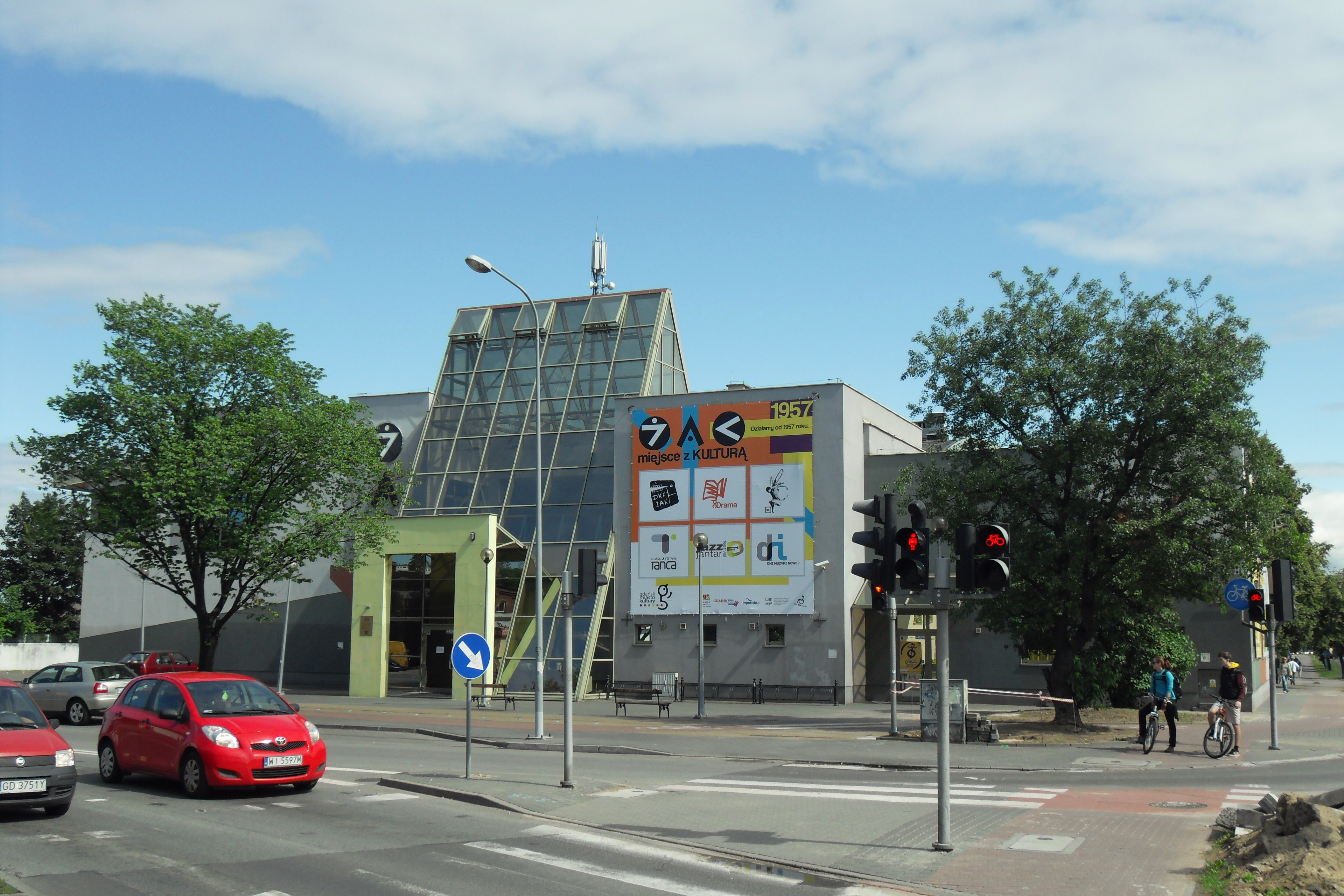
Obecna siedziba klubu Żak, w dzielnicy Wrzeszcz Górny

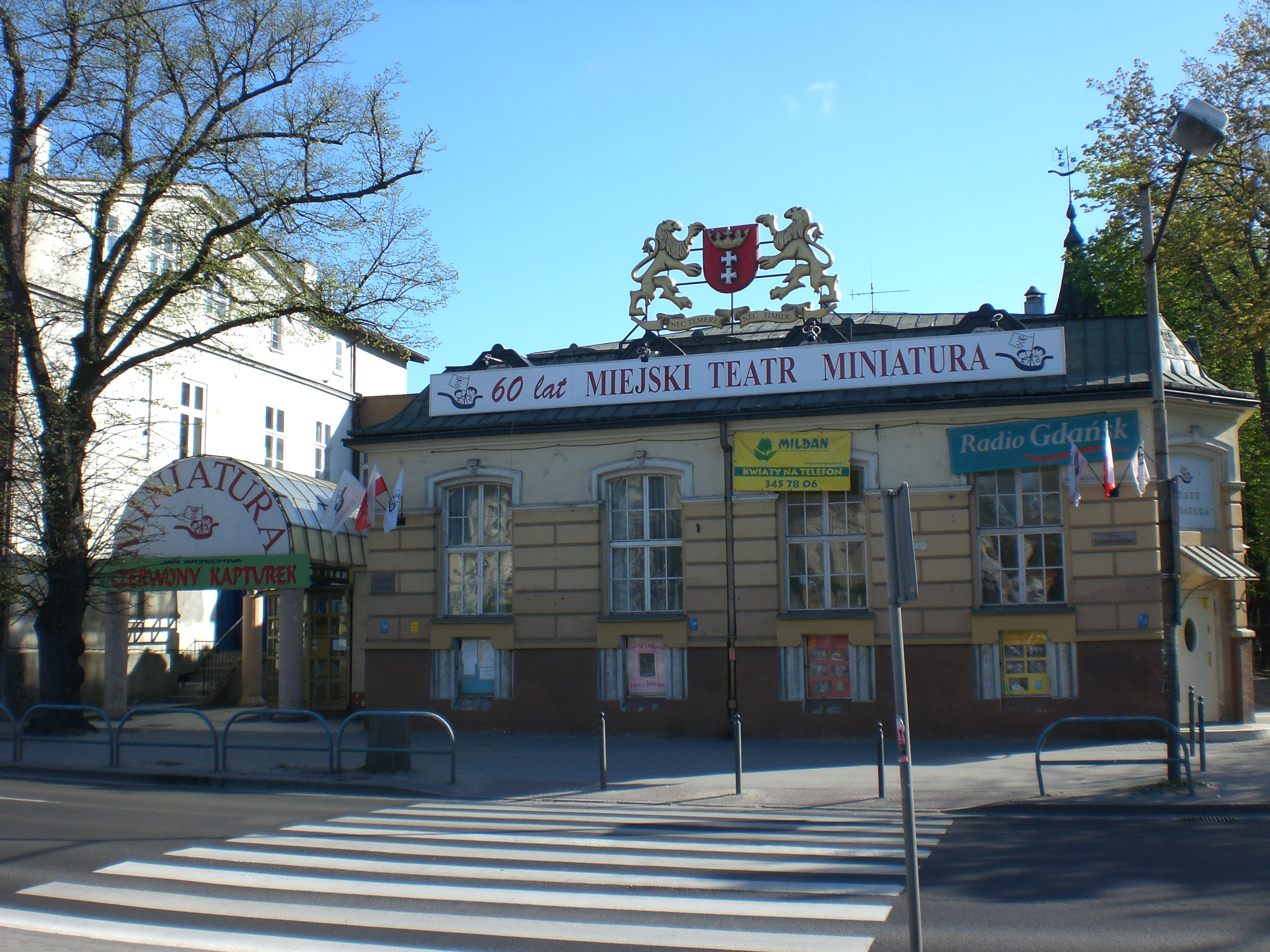
Miejski Teatr Miniatura

- Teatr Wybrzeże – przez wiele lat jedna z narodowych scen dramatycznych (organizuje też Festiwal Wybrzeże Sztuki)
  - Malarnia
  - Sala Prób 314
- Gdański Teatr Szekspirowski (zob. też Fundacja Theatrum Gedanense, organizuje też Festiwal Szekspirowski)
  - Teatr w Oknie
- scena teatralna klubu ŻAK (organizuje też Gdański Festiwal Tańca)
- Miejski Teatr Miniatura (teatr lalkowy)
  - Gdański Festiwal Impro – Podaj Wiosło (festiwal teatru improwizowanego)
  - Ogólnopolski Festiwal Sztuk Autorskich i Adaptacji – Windowisko (organizowany przez „Windę” Gdańskiego Archipelagu Kultury)
  - Ogólnopolski Festiwal Teatralny MOST (festiwal teatrów amatorskich)
  - Wojewódzki Konkurs Amatorskich Zespołów Teatralnych Szkół Podstawowych (impreza dla dzieci)
- Teatr w Blokowisku (scena działa od połowy 2008 roku w ramach „Plamy” – Gdańskiego Archipelagu Kultury, organizuje też Festiwal Monodramu Monoblok, rezydentem sceny jest Teatr Zielony Wiatrak)
  - Teatr Leśny (scena letnia)
- Teatralna Scena Alternatora (w tym Maybe Theather Company) – instytucja działająca w ramach Akademickiego Centrum Kultury Uniwersytetu Gdańskiego
- Scena Teatralna NOT (impresariat)
- Teatr Wybrzeżak – stowarzyszenie edukacyjno-teatralne (obecnie w zawieszeniu – od 1995 roku sekcja edukacji Teatru Wybrzeże, rozwiązane w 2008 roku)
- inicjatywy prywatne (w tym stowarzyszenia edukacyjne)
  - Teatr Qfer (głównie teatr lalkowy)
  - Stowarzyszenie Teatralne „Ingenium” (stowarzyszenie edukacyjne dla dzieci)

### Teatr tańca
W Gdańsku działa kilkanaście grup artystycznych zajmujących się teatrem tańca w tym m.in.
- Teatr Dada von Bzdülöw (przy Teatrze Wybrzeże)
- Bałtycki Teatr Tańca (przy Operze Bałtyckiej)
- Teatr Amareya (przy klubie „Winda” – Gdańskiego Archipelagu Kultury)
- Teatr Tańca i Muzyki Kino Variatino
- Dzikistyl Company
- Teatr Cynada

## Kultura muzyczna w Gdańsku

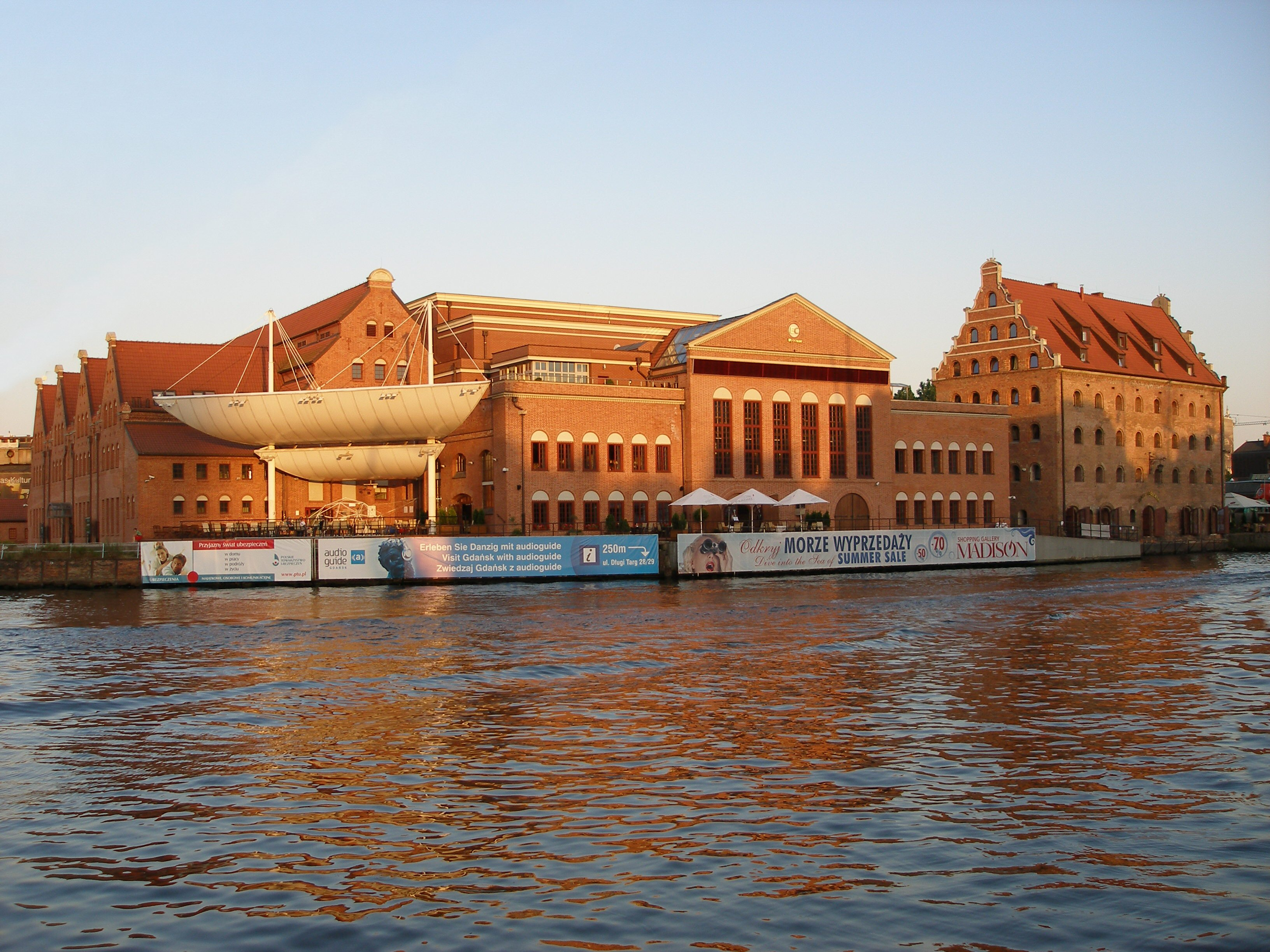
Filharmonia Bałtycka

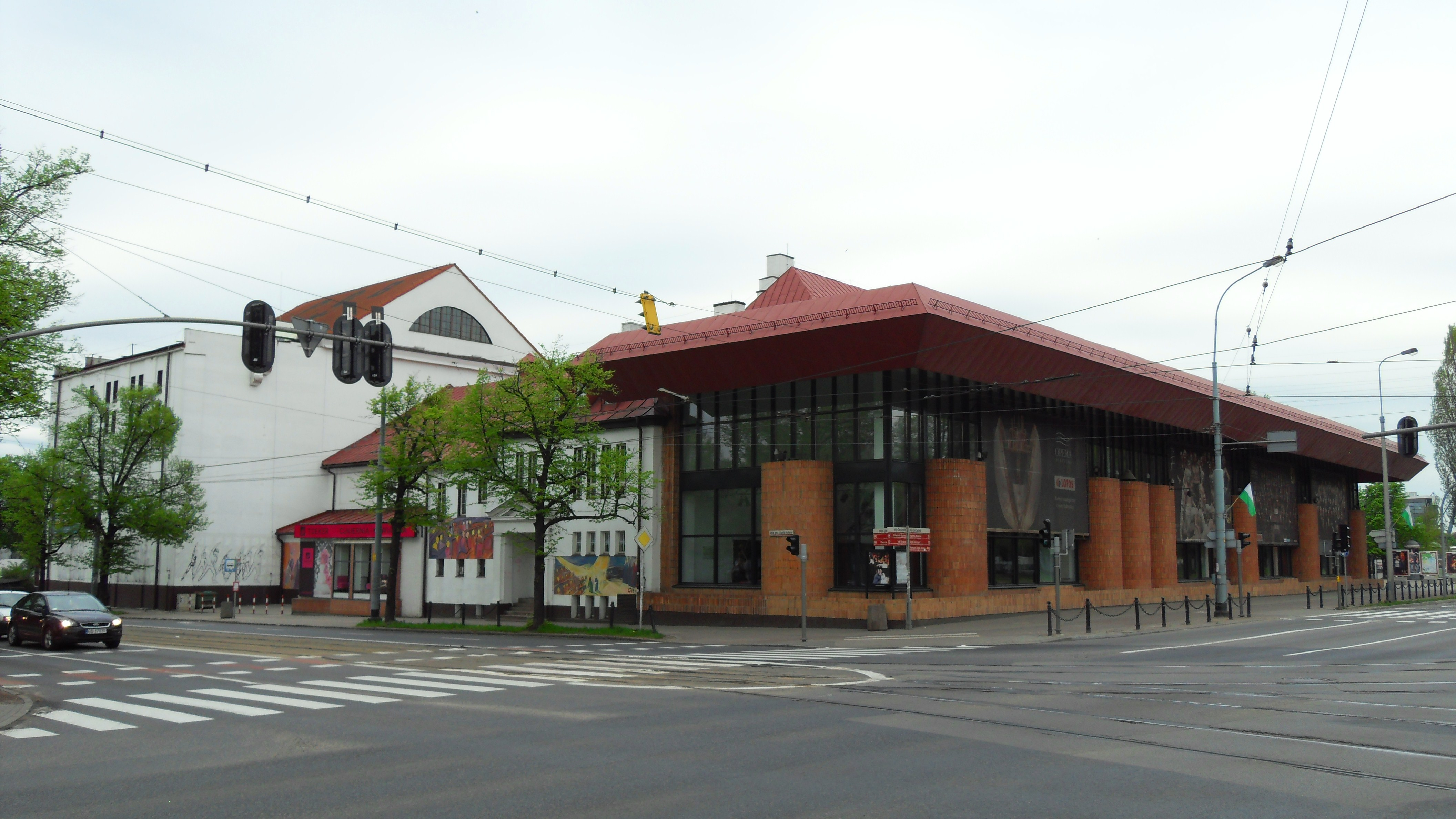
Opera Bałtycka

### Filharmonie i opery
- Polska Filharmonia Bałtycka im. Fryderyka Chopina
- Opera Bałtycka

### Inne instytucje i projekty
- Cappella Gedanensis – zespół muzyki dawnej
- SILVA RERUM arte – zespół instrumentów historycznych
- Bałtycka Filharmonia Młodych – projekt Fundacji Sinfonia Artistica Juvenilia dla młodych muzyków w wieku od 15 do 28 lat
- ECEKON – Europejskie Centrum Edukacji Kulturalnej Osób
- Orkiestra Vita Activa

### Chóry
Gdańsk to również ważny ośrodek chóralny z bogatą przeszłością, w którym działa kilka grup, w tym między innymi:
- Polski Chór Kameralny – Schola Cantorum Gedanensis
- Akademicki Chór Uniwersytetu Gdańskiego
- Chór Uniwersytetu Medycznego w Gdańsku
- Chór Politechniki Gdańskiej
- Chór Music Everywhere (dawniej Chór Sceny Muzycznej Gdańsk)[4]
- Gdański Chór Nauczycielski
- Chór Kameralny 441 Hz
- Chór Mieszczan Gdańskich
- Katolickie Stowarzyszenie Śpiewacze i Muzyczne im. Księdza Profesora Józefa Orszulika w Gdańsku

### Publiczna edukacja muzyczna
- Akademia Muzyczna im. Stanisława Moniuszki
- Zespół Szkół Muzycznych
  - Szkoła Muzyczna I st. im. Grażyny Bacewicz w Gdańsku-Wrzeszczu
  - Szkoła Muzyczna II st. im. Fryderyka Chopina w Gdańsku-Wrzeszczu

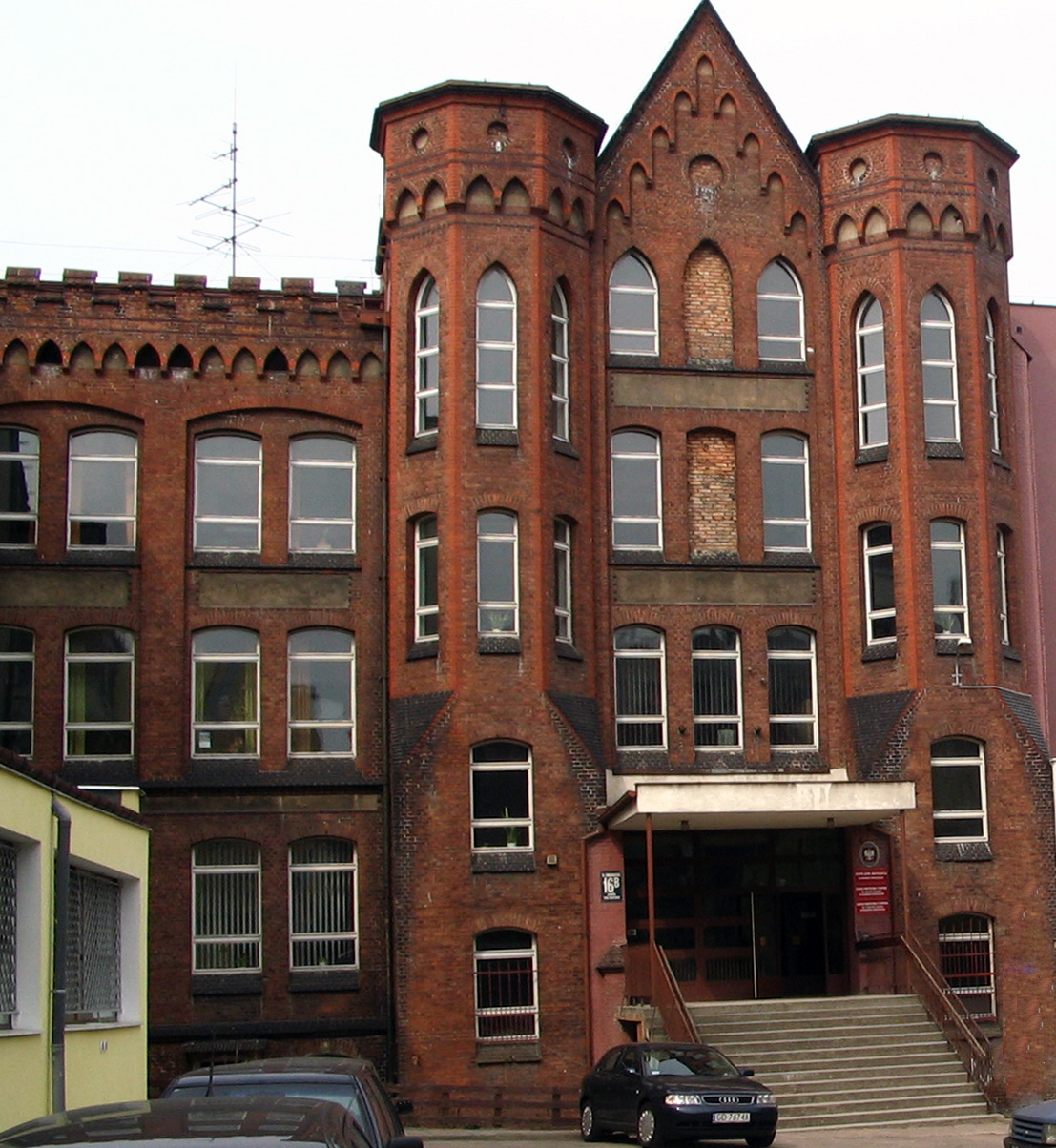
Szkoła Muzyczna I st. im. Grażyny Bacewicz przy ul. Dmowskiego 16b
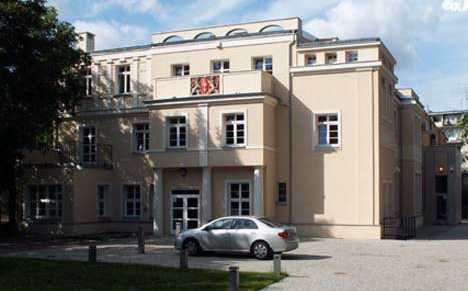
Szkoła Muzyczna II st. im. Fryderyka Chopina przy ul. Partyzantów 21a

- Ogólnokształcąca Szkoła Muzyczna I i II stopnia im. Feliksa Nowowiejskiego
- Państwowa Szkoła Muzyczna I st. im. Henryka Wieniawskiego w Gdańsku-Oruni

## Edukacja artystyczna

### Publiczna
- Akademia Sztuk Pięknych
- Ogólnokształcąca Szkoła Baletowa w Gdańsku-Wrzeszczu

### Prywatna
- Gdańska Szkoła Artystyczna (dawniej Teatr Znak – Europejski Ośrodek Integracji Twórczej)

## Galerie
W Gdańsku działa kilkanaście publicznych i prywatnych galerii sztuki.
- Gdańska Galeria Miejska
  - Gdańska Galeria Miejska 1 – ul. Piwna
  - Gdańska Galeria Miejska 2 – ul. Powroźnicza
  - Gdańska Galeria Güntera Grassa – ul. Szeroka, ul. Grobla 1
- Centrum Sztuki Współczesnej „Łaźnia”
- Galeria Wyspa (zob. też: Instytut Sztuki Wyspa)

## Biblioteki

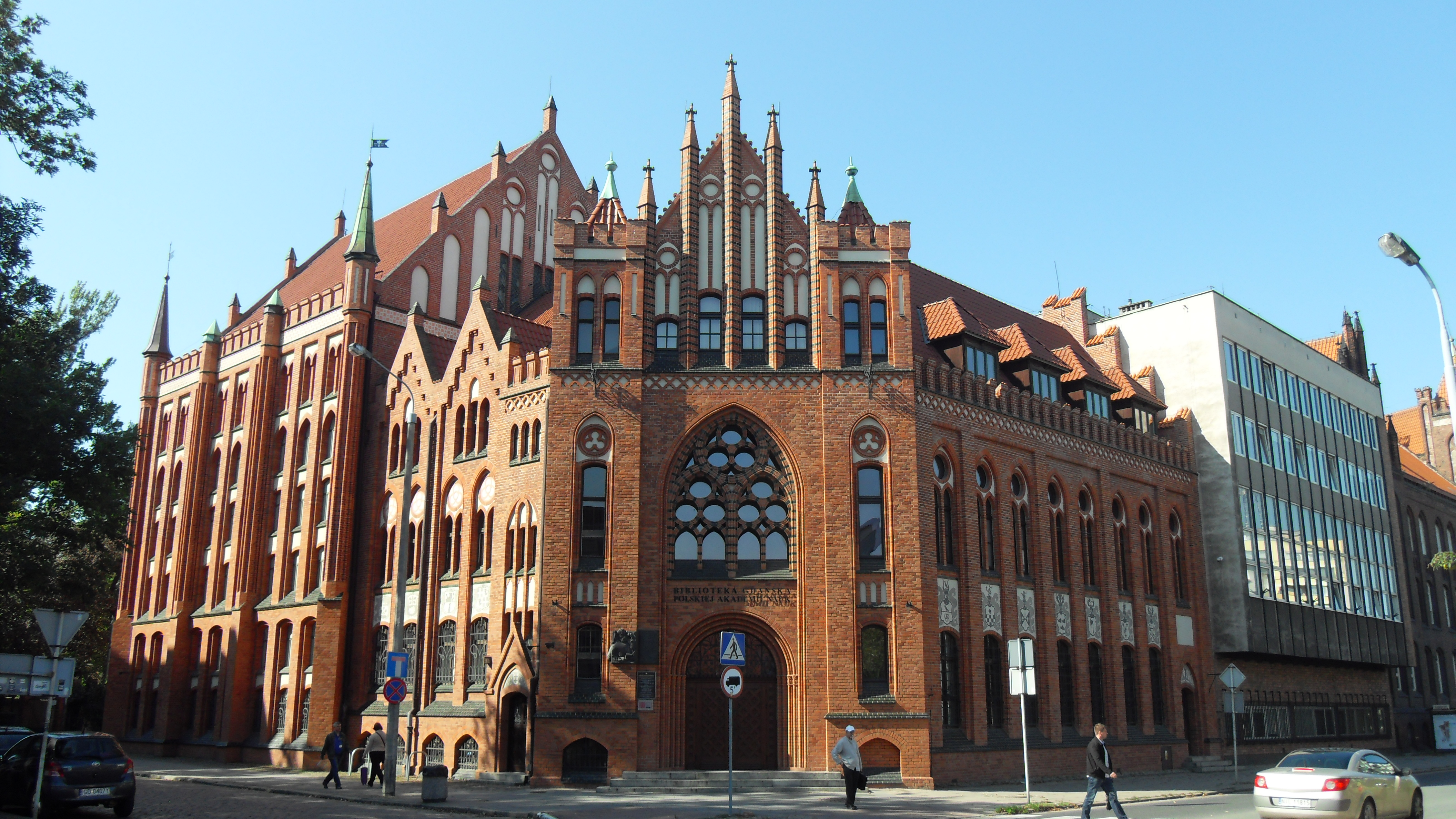
Stary gmach Biblioteki Gdańskiej PAN

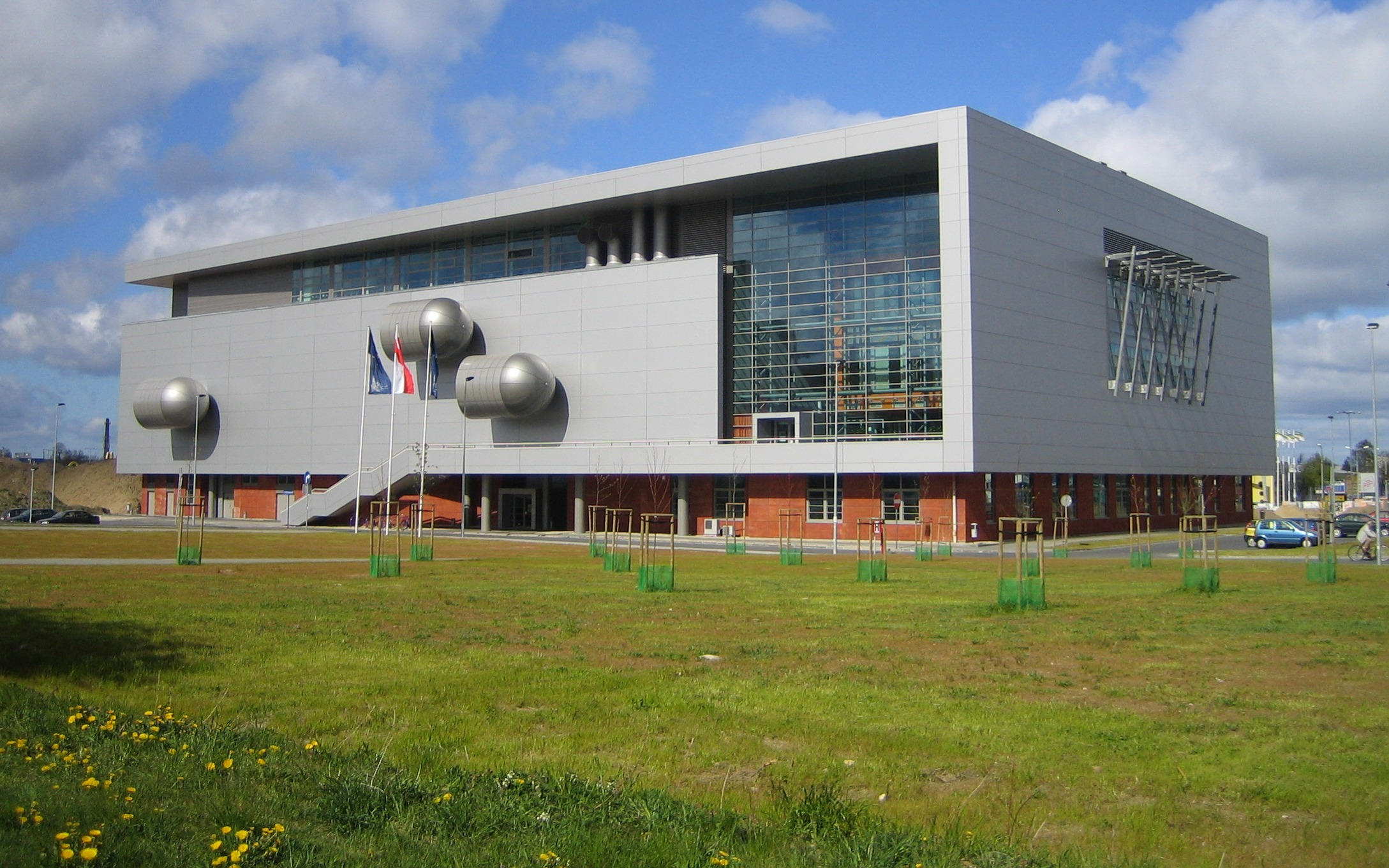
Gmach Biblioteki Głównej Uniwersytetu Gdańskiego

- Wojewódzka i Miejska Biblioteka Publiczna im. Josepha Conrada-Korzeniowskiego w Gdańsku – 0,73 mln jednostek bibliotecznych (2011), około 30 filii na terenie Gdańska w tym filia Biblioteka Manhattan. Zarejestrowani czytelnicy biblioteki mogą otrzymać Kartę do Kultury, która uprawnia do zniżek w wielu instytucjach kultury działających w Gdańsku i w jego okolicach[6]. Corocznie, pod hasłem Przystanek Książka, biblioteka organizuje obchody Światowego Dnia Książki i Praw Autorskich (w tym tramwaj literacki)
- Biblioteka Gdańska PAN – 0,8 mln jednostek bibliotecznych
- Pedagogiczna Biblioteka Wojewódzka w Gdańsku – 0,54 mln jednostek bibliotecznych
- biblioteki uczelniane w tym m.in.
  - Biblioteka Główna Uniwersytetu Gdańskiego – 1,3 mln woluminów (stan na 31.12.2008)
  - Biblioteka Główna Politechniki Gdańskiej – 1,2 mln jednostek bibliotecznych
  - Biblioteka Główna Gdańskiego Uniwersytetu Medycznego – ponad 0,6 mln jednostek bibliotecznych (stan na 31.12.2009)

## Inne ważniejsze instytucje kulturalne
- Nadbałtyckie Centrum Kultury w Gdańsku
- Klub Żak
- Gdański Archipelag Kultury
- Instytut Kultury Miejskiej w Gdańsku (organizuje m.in. festiwal i konkurs Europejski Poeta Wolności)
- Pałac Młodzieży w Gdańsku
- Hevelianum

## Inne imprezy kulturalne organizowane w Gdańsku
Obecnie organizowane:
- Święto Miasta
- Gdańskie Widowisko Nocy Świętojańskiej (muzyczna impreza plenerowa)
- Święto Pieroga
- Parada Niepodległości

dawniej organizowano też m.in.:
- Festiwal Gwiazd
- Festiwal Polskich Wideoklipów Yach Film
- Festiwal Rzeźby z Piasku
- Gedanit – Mistrzostwa w Poławianiu Bursztynu
- Festiwal Dobrego Humoru
- Światowy Zjazd Gdańszczan

## Cykliczne wyróżnienia dla artystów
- Sztorm Roku;
- Splendor Gedanensis – nagrody za wybitne zasługi dla Gdańska w dziedzinie twórczości artystycznej, popularyzacji kultury oraz w dziedzinie mecenatu kultury;
- Nagroda Miasta Gdańska dla Młodych Twórców w Dziedzinie Kultury (dla artystów do 35. roku życia);
- Neptun – od 2006 roku przyznawany polskim i zagranicznym twórcom kultury, którzy pozostawili trwały ślad w historii Gdańska lub promują wartości szczególnie cenione w Gdańsku;
- Pomorskie Nagrody Artystyczne – wyróżnienie przyznawane za osiągnięcia w dziedzinie kultury na obszarze województwa pomorskiego;
- Nagroda Teatralna Marszałka Województwa Pomorskiego.

## Budżety wybranych instytucji kulturalnych
| Instytucja                        | Dotacje do budżetu (w mln zł) |
| --------------------------------- | ----------------------------- |
| Opera Bałtycka                    | 14,1                          |
| Muzeum Historyczne Miasta Gdańska | 9,7                           |
| Teatr Wybrzeże w Gdańsku          | 8,5                           |
| Gdański Archipelag Kultury        | 7,0                           |
| Instytut Kultury Miejskiej        | 3,8                           |
| CSW Łaźnia                        | 3,8                           |
| Miejski Teatr „Miniatura”         | 2,5                           |
| Gdański Teatr Szekspirowski       | 1,6                           |
| Gdańska Galeria Miejska           | 1,5                           |